# ZEROからハジメテ
「ZEROからハジメテ」（ゼロからハジメテ）は、日本の歌手・倉木麻衣の配信限定シングル及び、DVDシングル。2021年3月6日にNORTHERN MUSICより配信リリースされ、同年6月2日にDVDシングルとしてリリースされた。

## 解説
- 読売テレビ系アニメ『名探偵コナン』の放送1000回を記念して制作され、本楽曲のリリース日でもある2021年3月6日に放送される「ピアノソナタ『月光』殺人事件（前編）」の回から、同アニメのオープニングテーマとして同回から同年9月25日まで使用されていた[4][5]。
- 同アニメへのタイアップはエンディングを担当した「きみと恋のままで終われない いつも夢のままじゃいられない」、オープニングを担当した「薔薇色の人生」以来ともに2年振りとなる。
- 上述の放送回を記念して、これまでにオープニングとエンディング及び、劇場版として発表された楽曲のみが初の主要定額制サブスクリプション及び、ストリーミング配信として一斉に解禁された[6][7][8][9][10][11]。

## 収録曲

### 配信限定シングル
1. ZEROからハジメテ (3:45)
作詞：倉木麻衣 / 作曲：Erik Lidbom、Jon Hallgren、youth case / 編曲：Jon Hallgren
  - 読売テレビ・日本テレビ系『名探偵コナン』オープニングテーマ（2021年3月6日～9月25日）

### DVDシングル

#### 通常盤
DVD
1. 「ZEROからハジメテ」MUSIC VIDEO
2. 「Secret of my heart」Mai Kuraki × Piano PREMIUM LIVE

CD（通常盤・ファンクラブ限定盤）
1. ZEROからハジメテ (3:48)
2. ZEROからハジメテ (Instrumental) (3:45)

#### 名探偵コナン盤
DVD
1. 「ZEROからハジメテ」MUSIC VIDEO
2. 「ZEROからハジメテ」名探偵コナンオープニング映像 -ノンテロップver.-

CD
1. ZEROからハジメテ (3:48)
2. ZEROからハジメテ (TV ver.) (1:55)

#### ファンクラブ限定盤
DVD
1. 「ZEROからハジメテ」MUSIC VIDEO

CD
通常盤と同内容。詳しくは、#通常盤・ファンクラブ限定盤を参照。